# سيرجيو فيرو
سيرجيو فيرو (بالبرتغالية: Sérgio Ferro‏) هو رسام ومهندس معماري برازيلي، ولد في 25 يوليو 1938 في كوريتيبا في البرازيل.